# Mourachi
Mourachi (en russe : Мураши) est une ville de l'oblast de Kirov, en Russie, et le centre administratif du raïon de Mourachi. Sa population s'élevait à 6 596 habitants en 2013.

## Géographie
Mourachi est située à 97 km au nord-ouest de Kirov et à 788 km au nord-est de Moscou.

## Histoire
Mourachi a été fondée en 1895 lors de la construction de la voie ferrée Viatka – Kotlas, mise en service en 1899. Elle accéda au statut de commune urbaine 1928 puis à celui de ville en 1944.

## Population
Recensements (*) ou estimations de la population
| 1926* | 1931  | 1939* | 1959*  | 1970*  | 1979*  |
| ----- | ----- | ----- | ------ | ------ | ------ |
| 1 734 | 2 700 | 7 500 | 14 216 | 12 700 | 11 363 |

| 1989*  | 2002* | 2010* | 2012  | 2013  | 2014 |
| ------ | ----- | ----- | ----- | ----- | ---- |
| 10 059 | 7 650 | 6 750 | 6 634 | 6 596 | -    |

## Transports
Mourachi est desservie par la route Kirov – Syktyvkar.